# NGC 2740
NGC 2740 est une lointaine galaxie spirale relativement éloignée et située dans la constellation de la Grande Ourse. NGC 2740 a été découverte par l'astronome britannique John Herschel en 1831.

## Caractéristiques
NGC 2740 est une galaxie active à raies d’émissions optiques étroites.

### Distance
Sa vitesse par rapport au fond diffus cosmologique est de 9 008 ± 12 km/s, ce qui correspond à une distance de Hubble de 132,9 ± 9,3 Mpc (∼433 millions d'al).

### Classification
NGC 2740 apparaît dans une récente révision de 3 962 galaxies de la publication Galaxy Zoo, un vastr projet qui permet aux astronomes amateurs de collaborer à la classification des galaxies. La classification indiquée dans cette article pour NGC 2740 est SAB(rs,bl)b. Les lettres bl indiquent qu'il s'agit d'une galaxie BL Lacertae (?, car en général on utilise BL) et rs provient de la classification de Vaucouleurs. Le r signifie un anneau entourant le bulbe et le s indique qu'il n'y a pas d'anneau, rs une galaxie entermédiaire entre r et s.

## Paire de galaxies
Les galaxies NGC 2739 et NGC 2740 sont dans la même région du ciel et elles sont à presque la même distance de la Voie lactée. Elles forme sans doute une paire de galaxie, mais on ne voit pas de signes de distorsion dans ces galaxies. NED mentionne qu'il s'agit d'une paire de galaxies sur la base d'un article publié en 1972 par I. D. Karachentsev qu'il s'agit d'une paire de galaxies. On ne voit aucuns signes de distorsion dans ces galaxies.